# Ocho apellidos catalanes
Ocho apellidos catalanes és una pel·lícula espanyola dirigida per Emilio Martínez-Lázaro que es va estrenar el 20 de novembre de 2015 a Espanya. És la seqüela de la pel·lícula Ocho apellidos vascos, amb Dani Rovira, Clara Lago, Karra Elejalde i Carmen Machi repetint els seus papers i la incorporació de Belén Cuesta, Berto Romero i Rosa Maria Sardà. Està produïda per Telecinco Cinema.

## Argument
Després que Rafa (Dani Rovira) trenqués la seva relació amb Amaia (Clara Lago), el pare d'ella, Koldo (Karra Elejalde), es presenta a Sevilla per anunciar els nous plans de casament de la seva filla amb un català. Penedit per haver provocat la ruptura, Rafa acompanya Koldo a la masia gironina del pretendent, Pau (Berto Romero), que ha mobilitzat el seu poble per fer creure a la seva àvia, Roser (Rosa Maria Sardà), que Catalunya ha aconseguit la independència i que el seu casament serà el primer que albergui el nou país.
Convidada per Amaia, Merche (Carmen Machi), que es presenta aquesta vegada amb el nom de Carme, retreu a Koldo no haver sabut fer front al compromís, encara que aquest realment segueix enamorat d'ella. Merche, d'altra banda, anima Rafa a recuperar l'amor d'Amaia. Quan el sevillà s'assabenta que la Judit (Belén Cuesta), la dona que organitza el casament, està perdudament enamorada de Pau, tots dos s'uniran a Koldo i Merche per intentar frenar l'enllaç i aconseguir que Amaia i Rafa acabin junts per sempre.

## Repartiment
| Actor/actriu     | Personatge           |
| ---------------- | -------------------- |
| Clara Lago       | Amaia Zugasti        |
| Dani Rovira      | Rafael "Rafa" Quirós |
| Carmen Machi     | Mercedes "Merche"    |
| Karra Elejalde   | Koldo Zugasti Zabala |
| Alberto López    | Joaquín              |
| Alfonso Sánchez  | Curro                |
| Belén Cuesta     | Judit ("Maruxiña")   |
| Berto Romero     | Pau Serra            |
| Rosa María Sardà | Roser                |
| Agustín Jiménez  | Anselmo              |
| Txabi Franquesa  | Andreu               |

## Localització
La pel·lícula es va rodar a Monells (Baix Empordà)